# Carles Santiago i Roig
Carles Santiago i Roig (Barcelona, 9 de gener de 1953) és un compositor de sardanes i músic. Ha desenvolupat una prolífica carrera dins el món de la sardana i entre les seves activitats cal destacar que fou fundador i representant de la cobla Ciutat de Cornellà, d'on en va ser instrumentista de flabiol, tenora i tible. Ha estat premiat en diversos concursos de composició.
De petit passà a residir a Cornellà de Llobregat i inicia estudis de solfeig i acordió a Barcelona, fent harmonia de forma autodidacta. Les seves primeres experiències foren com a cantautor, compartint escenari amb Pere Tàpies, Lluís Llach, Teresa Rebull i Joan Manuel Serrat. Essent dansaire de la colla sardanista Pedraforca començà la seva inclinació per la música de cobla i en un concurs convocat per la Unió de Colles Sardanistes la seva sardana Amb il·lusió obtingué el primer premi (1974). Un bell somni fou finalista de la Sardana de l'Any 1975. Des de llavors ha escrit més de 100 títols, molts dels quals enregistrats i, a part, porta escrites unes 150 revesses i l'obra per a cobla Recordant Verdi.
Amb la sardana A Garcia, 10 i més va guanyar el primer accèssit del premi Sardana de l'Any 2015. El seu fill, Marc Santiago Casasses (1997), és compositor i contrabaixista de la cobla Mediterrània; el seu altre fill, Roger, és trompeta a cobla La Principal del Llobregat.

## Enregistraments
Selecció
- Cobla Ciutat de Cornellà. Sardanes Carles Santiago i Roig.  Barcelona: Audiovisuals de Sarrià, 2009. DC que comprèn les sardanes Volgut pare; Tota una història; Sardanes a Olot; L'avi Joan (lluïment tenora); Nostra dansa, mil i més; De l'anella oberta a Cubelles; Víctor, ramell d'or; Estimat Miquel; Marc i Susanna; A Garcia, 10 i més; La Plaça del Paraigües; Vint més cinc de flor de neu
- Cobla Bohèmia. Connectats 1.  Barcelona: Audiovisuals de Sarrià, 2012. DC monogràfic dedicat als compositors del grup GASP: Daniel Gasulla, Lluís Alcalà, Carles Santiago i Jordi Paulí. De Carles Santiago conté les sardanes El pati de l'Artesà; Súria 40 anys d'aplec; Baix Camp 86; Laia.
- Cobla Bohèmia. Connectats 2.  Barcelona: Audiovisuals de Sarrià, 2014. DC dedicat als compositors del grup GASP. De Carles Santiago conté les sardanes Família GASP; Colla Sabadell; L'aplec de Sant Vicenç dels Horts; L'estació del Nord
- Cobla Bohèmia. Connectats 3. Barcelona: Audiovisuals de Sarrià, 2017. DC dedicat als compositors del grup GASP. De Carles Santiago conté les sardanes Experiències viscudes; Aires de Seva; Un bell somni; Sardanes a Prats de Molló La Presta[2]